# Conflicte postsovietice
Conflictele postsovietice sunt acele conflicte care au cuprins țările din fosta Uniune Sovietică, în perioada care începe la scurt timp înainte de dezmembrarea sa oficială în decembrie 1991 și continuând până în ziua de azi. Unele dintre aceste conflicte, cum ar fi criza constituțională din 1993 a Rusiei sau protestele Euromaidan din 2013 din Ucraina, s-au datorat crizelor politice din statele succesoare. Alții au implicat mișcări separatiste, încercând să se desprindă de unul dintre statele succesoare.
Potrivit lui Gordon M. Hahn, între 1990 și 2013, conflictele post-sovietice au dus la moartea a cel puțin 196.000 de persoane, excluzând pogromurile și violența interetnică.

## Conflictele înghețate
Unele dintre aceste conflicte s-au încheiat într-un impas sau fără vreun tratat de pace, aceste fiind menționate conflicte înghețate. Aceasta înseamnă că un număr de state foste sovietice sunt lăsate suverane pe întreg teritoriul lor numai în nume. În realitate, ei nu exercită controlul deplin asupra zonelor aflate încă sub controlul fracțiunilor rebele. Grupurile rebele sunt, în esență, lăsate independente pe bucăți mari din teritoriile pe care le pretind. În multe cazuri, au creat instituții similare cu cele ale statelor independente, cu o recunoaștere internațională mică sau deloc.

## Asia Centrală
| Război                                    | Început | Sfârșit | Detalii |
| ----------------------------------------- | ------- | ------- | --- |
| Dezordinele din Oș (1990)                 | 1990    | 1990    | Conflict etnic între Kirgizi și Uzbeci în orașul Oș. |
| Războiul Civil din Tadjikistan            | 1992    | 1997    | A început după ce grupurile etnice din regiunile Garm și Gorno-Badahșan, care au fost slab reprezentate în elita conducătoare, s-au ridicat împotriva guvernului național al Președintelui Rahmon Nabiev, în care dominau oameni din regiunile Leninabad și Kulob. Războiul sa încheiat cu semnarea acordului general privind înființarea "Acordului Național de Pace în Tadjikistan" și "Protocolul de la Moscova". |
| Ciocnirile din Kirgizstanul de Sud (2010) | 2010    | 2010    | Ciocniri dintre etnicii Kirgizi și Uzbeci în sudul țării, în special în orașele Oș și Jalal-Abad, în urma înlăturării fostului președinte Kurmanbek Bakiev pe 7 aprilie. |
| Insurgența în Tadjikistan                 | 2010    | 2012    | Lupte sporadice între rebeli și forțele guvernamentale. |

## Caucazul de Nord
| Război                                 | Început | Sfârșit | Detalii |
| -------------------------------------- | ------- | ------- | --- |
| Conflictul din Osetia de Nord din 1993 | 1992    | 1992    | Conflicte inter-etnice în partea de est a cartierului Prigorodnîi.                                                                             |
| Primul Război Cecen                    | 1994    | 1996    | Trupele ruse au invadat Cecenia după independență declarată, dar sau retras în 1996, ceea ce a dus la fondarea Ceceniei de facto independente. |
| Războiul din Daghestan                 | 1999    | 1999    | Brigada Islamică Internațională invadează republica vecină rusă Daghestan în sprijinul mișcării separatiste de acolo.                          |
| Al Doilea Război Cecen                 | 1999    | 2009    | Rusia restabilește controlul federal asupra Ceceniei.                                                                                          |
| Războiul din Ingușetia                 | 2007    | prezent | Insurgență separatistă în Ingușetia. |
| Insurgența în Caucazul de Nord         | 2000    | prezent | Insurgență separatistă în Cecenia, Daghestan și alte părți ale Caucazului de Nord.                                                             |

## Caucazul de Sud
| Război                               | Început | Sfârșit | Detalii |
| ------------------------------------ | ------- | ------- | --- |
| Războiul din Nagorno-Karabah         | 1988    | 1994    | Separatismul armean duce la independența de facto a Republicii Nagorno-Karabah. |
| Războiul din Osetia de Sud (1991-92) | 1991    | 1992    | Conflictul separatist duce la independență de facto'a Osetiei de Sud. |
| Războiul Civil Georgian              | 1991    | 1993    | Conflict inter-etnic și intra-național în regiunile Osetia de Sud și Abhazia. |
| Războiul din Abhazia (1992–93)       | 1992    | 1993    | Separatismul abhazilor duce la independența de facto a Abhaziei de Georgia. |
| Războiul din Abhazia (1998)          | 1998    | 1998    | Georgienii lansează o insurgență împotriva guvernului separatist abhaz. |
| Incidentul din trecătoarea Pankisi   | 2002    | 2004    | Incursiune a forțelor Al-Qaeda de partea rebelilor ceceni pentru luptă în Caucazul de Nord. Ei au fost forțați să părăsească trecătoarea în anul 2004 de către forțele georgiene cu sprijin american și rus.          |
| Criza din Adjaria din 2004           | 2004    | 2004    | O revoltă populară alungă președintele autocrat Aslan Abașidze din Adjaria și reafirmă integritatea sa în Georgia ca o republică autonomă.                                                                            |
| Războiul Ruso-Georgian               | 2008    | 2008    | Război între Georgia, pe de o parte și Rusia, Osetia de Sud și Abhazia, pe de altă parte csre confirmă independența de facto a Abhaziei și a Osetiei de Sud și duce la recunoașterea lor de către Rusia și Nicaragua. |

## Alte
| Război                              | Început | Sfârșit | Detalii |
| ----------------------------------- | ------- | ------- | --- |
| Războiul din Transnistria           | 1992    | 1992    | Transnistria, care este de facto independentă față de Republica Moldova, a declarat independența în 1990, ca urmare a "fricii" majorității populației rusofone de posibila unire cu România. Încetarea focului între forțele separatiste și cele din Republica Moldova este în vigoare din 1992. |
| Criza constituțională rusă din 1993 | 1993    | 1993    | Conflict între Președintele și Parlamentul rus încheiat prin folosirea forței armate. |
| Euromaidan                          | 2013    | prezent | Tulburări civile alimentate de percepția corupției guvernamentale la scară largă, abuz de putere și încălcare a drepturilor omului în Ucraina. |
| Criza din Crimeea din 2014          | 2014    | prezent | |